# Brigade du Nahal
Ne doit pas être confondu avec Nahal.
La brigade d’infanterie du nahal est l’une des principales brigades de l’armée israélienne. Elle fut créée à la suite de l’Opération Paix en Galilée en 1982, en réponse au besoin de fonder une brigade d’infanterie supplémentaire. Depuis sa création, le Nahal a largement favorisé l’intégration des nouveaux immigrants en Israël en recrutant nombre d’entre eux dans ses rangs et lui donnant ainsi un groupe de soldats extrêmement motivés. De nombreux volontaires étrangers du Mahal y sont aussi incorporés.
Les soldats de la brigade se distinguent par leurs bérets verts. La brigade est composée de trois bataillons
réguliers – 50, 931, 932 et d’un bataillon de reconnaissance – 934. Ils sont en général déployés sur les fronts les plus instables tels que les frontières libanaise et syrienne au nord, le long de la bande de Gaza au Sud ainsi qu’au sein des Territoires palestiniens occupés de Cisjordanie.
La brigade du Nahal a participé à toutes les opérations majeures depuis sa création, en particulier lors de la Seconde Intifada et du conflit israélo-libanais de 2006.

## Histoire
Le mouvement Nahal a été créé en 1948 par David Ben-Gourion dans la lignée de l’esprit pionnier de l’unité Tour et Muraille du Palmah et du Lehi. Le mot Nahal est
d’ailleurs l'acronyme de נוער חלוצי לוחם (Noar Halutzi Lohem), en français : Jeunesse pionnière combattante, et fut l’un des premiers groupes à s’implanter en terre d’Israël. Le but des « Nahal garinim » (littéralement ‘’ cellules du Nahal’’) était de fournir des soldats équipé de grandes quantités de ressources militaires ainsi que de subvenir au besoin de base à l’implantation de nouveaux Kibbutzim et de nouvelles communautés.
Le quartier général du Nahal se compose de la branche militaire, représenté par la brigade du Nahal et de la branche civile du Nahal garin. Il y a de cela dix ans, le Nahal était essentiellement composé de soldats venu de diffèrent mouvements de jeunesse ou kibbutzim mais actuellement il intègre des soldats de toutes les couches de la population. La majorité des nouveaux immigrants qui s’engagent à l’armée sont incorporés dans la brigade
du Nahal, cela représente pour eux un premier pas essentiel pour leur intégration dans la société israélienne. En plus de cela le Nahal accepte des étudiants spécifiques issus de programmes d’éducation spécialisé.
Près de 108 communautés, Kibbutzim et implantations ont été développés à l’origine par le Nahal. Ces implantations avaient pour but de renforcer les frontières d’Israël. Durant les années succédant
la guerre des six jours, le Nahal avait pour principale mission de développer des implantations le long des frontières pour contrer les attaques venus de pays
ennemis voisins. Les implantations du Nahal dans la vallée du Jourdain et de la région de l’Arava ont été l’un des principaux facteurs qui ont découragé l´armée jordanienne de se joindre aux autres
pays arabes dans leurs combats contre Israël durant la guerre de Kippour. La brigade du Nahal (branche militaire), fut plus tard transférée du commandement central
et est maintenant un corps indépendant.
En janvier 2025, la fondation Hind Rajab a déposé plainte en Suède contre Boaz Ben David, un tireur d’élite du 932e bataillon de la brigade Nahal, pour crimes de guerre, crimes contre l'humanité et génocide durant la guerre à Gaza. Elle l’accuse d’avoir tiré volontairement sur des civils, de destruction de logements, d’attaque sur des installations médicales, et de défendre les meurtres de masse et l’expulsion des Palestiniens. Les preuves fournies sont des messages sur les réseaux sociaux, des témoignages, des rapports de journalistes, et la documentation de l’ONU,.